# Flamengo (neerlandês)
O termo flamengo (Vlaams) é uma designação genérica para o conjunto de dialetos do baixo frâncico  (ou variantes do neerlandês) falados na Bélgica  que inclui  o brabantês (do qual faz parte o antuerpiano), o flamengo oriental, o flamengo ocidental e o limburguês. Por vezes, o termo 'flamengo' é incorretamente usado como sinônimo da língua neerlandesa falada em Flandres - assim como, popularmente, o neerlandês falado nos Países Baixos é conhecido como 'holandês'.
Não existe uma língua flamenga, exceto o próprio neerlandês, que é a língua oficial principal na Bélgica: 60% dos belgas vivem numa zona onde o neerlandês é a única língua oficial. O francês e o alemão também são línguas oficiais no sul do país. O neerlandês é falado em toda a Flandres, da costa até Limburgo. Embora Bruxelas, no centro da Flandres, seja oficialmente bilingue (tendo o neerlandês e francês em condição de igualdade), o resto da Flandres é unilíngue.

## História
O termo dialeto flamengo é uma denominação regional para o neerlandês falado na Bélgica. Linguisticamente é mais correto utilizar o termo neerlandês, porque os dialetos não têm tradição escrita. Escreve-se simplesmente em neerlandês.
Em 1579, as regiões norte e sul dos Países Baixos se separaram politicamente e se constituiu um governo independente ao norte, as Províncias Unidas. Durante a união entre Bélgica e Países Baixos formando um só reino (até 1831), os habitantes do sul (zona entregue pela França) permaneceram falando dialetos do francês (conhecido como valão). Esta mesma situação linguística persistiu após a independência da Bélgica, em 1831, e se mantém até os dias atuais.
Após uma longa luta, em 1938 o neerlandês tornou-se a única língua oficial do norte da Bélgica, exceto no distrito federal de Bruxelas (neerlandês e francês). No sul da Bélgica a língua oficial é o francês e no leste o alemão.

## Dialetos flamengos

Comunidades:
Comunidade flamenga / Área linguística holandesa
Comunidade Flamenga e Francesa / Área linguística bilíngue
Comunidade Francesa / Área linguística francesa
Comunidade Germanófona / Área linguística alemã

Os dialetos flamengos são falados na histórica região de Flandres (que compreendia o que hoje é o norte da Bélgica, partes dos Países Baixos e da França). O neerlandês é a principal língua oficial da Bélgica, onde é falado por cerca de 60% da população, o que significa por volta de 6 milhões de pessoas. Além disso, uns dialetos flamengos também são usados em uma pequena região francesa próxima à fronteira belga.
Tanto na Bélgica como nos Países Baixos, o neerlandês subdivide-se em centos de dialetos que, conforme a localização geográfica, recebem o nome da sua cidade, zona ou aldeia. Cada cidade ou aldeia tem dialeto próprio, quase sempre em declínio rápido.
Há quatro dialetos neerlandeses principais em Flandres: o brabantês ou brabanção, o limburguês, o flamengo do leste e  o flamengo do oeste. Entre os linguistas, o termo flamengo refere-se a dois dialetos do neerlandês - o flamengo do leste e o flamengo do oeste - e eventualmente também ao chamado tussentaal, um socioleto neerlandês, também falado na Bélgica. O brabantês é o principal contribuinte do tussentaal.
Muitos dialetos flamengos incorporaram diversos empréstimos do francês. A norma literária é a do neerlandês.